# 2017 en fantasy
| Années de la fantasy : 2014 - 2015 - 2016 - 2017 - 2018 - 2019 - 2020    |
| Décennies de la fantasy : 1980 - 1990 - 2000 - 2010 - 2020 - 2030 - 2040 |

L'année 2017 est marquée, en matière de fantasy, par les événements suivants.

## Romans - Recueils de nouvelles ou anthologies - Nouvelles
- La Belle Sauvage, premier tome de La Trilogie de la Poussière (The Book of Dust) écrite par Philip Pullman
- Les Cieux pétrifiés (The Stone Sky), roman de N. K. Jemisin
- Le Destin de l'assassin, roman de Robin Hobb, sixième et dernier tome du troisième cycle de L'Assassin royal
- L'Héritage de l'épouvanteur (Dark Assassin), troisième tome de la série The Starblade Chronicles de Joseph Delaney et qui prend la suite de la série L'Épouvanteur
- Porteur d'espoir, huitième tome de la série d'Anne Robillard Les Chevaliers d'Antarès
- Salamandres, cinquième tome de la série d'Anne Robillard Les Chevaliers d'Antarès
- Les Sorciers, sixième tome de la série d'Anne Robillard Les Chevaliers d'Antarès
- Sur les rives de l'Art, roman de Robin Hobb et cinquième tome du troisième cycle de L'Assassin royal
- Le Vaisseau des damnés (The Ship of the Dead), roman de Rick Riordan et troisième tome de la série Magnus Chase et les Dieux d'Asgard
- Vent de trahison, septième tome de la série d'Anne Robillard Les Chevaliers d'Antarès
- Shining in the Dark, première publication d'une anthologie de nouvelles réunies par Hans-Åke Lilja.

## Films ou téléfilms
- Mary et la Fleur de la sorcière (メアリと魔女の花, Meari to majo no hana?), film d’animation japonais réalisé par Hiromasa Yonebayashi

## Bandes dessinées, dessins animés, mangas
- Samouraï Jack : diffusion de la cinquième et dernière saison après 13 ans d'interruption de la série